# Güterabfertigung

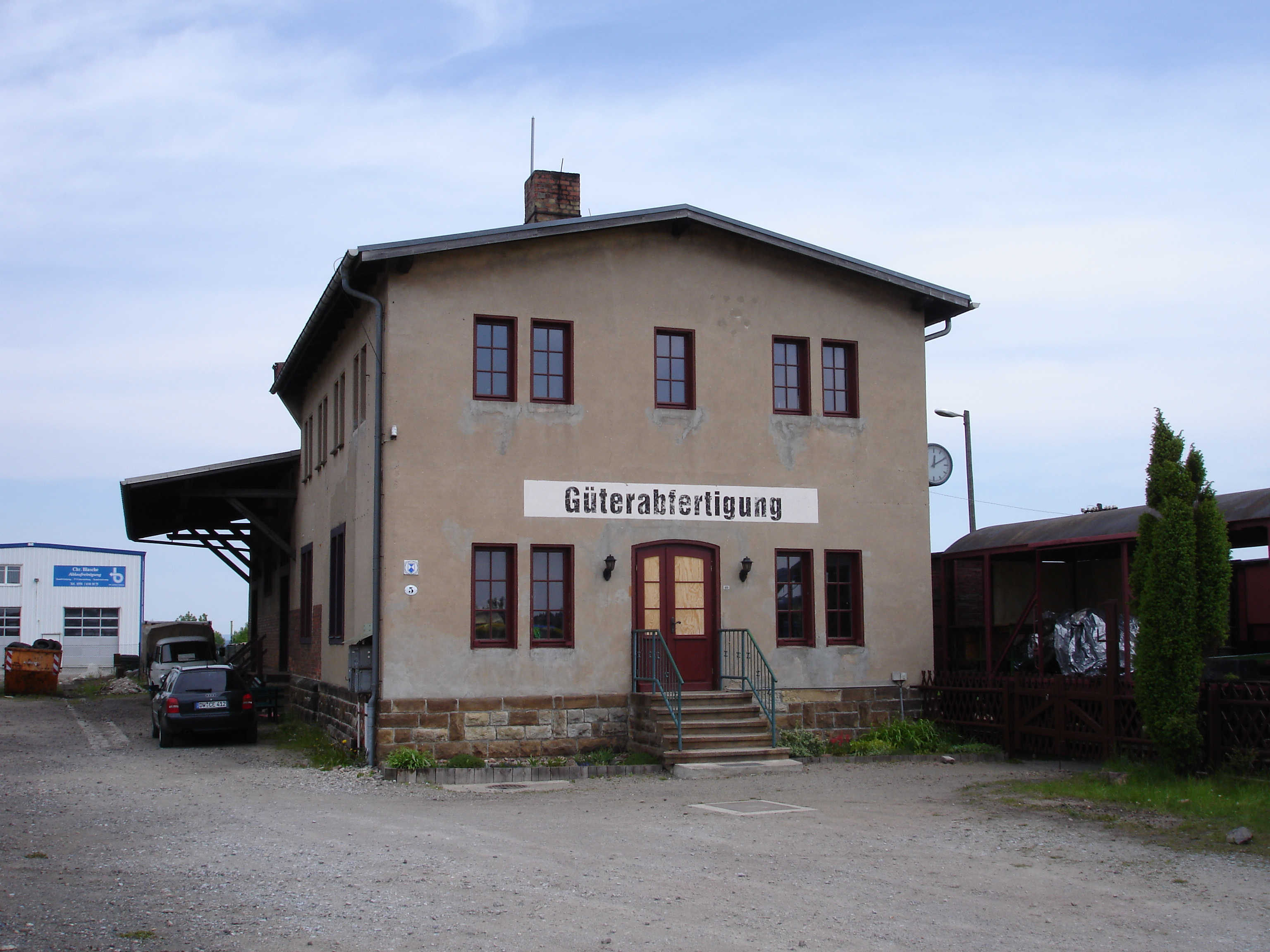
Ehem. Güterabfertigung im Bahnhof Dresden-Gittersee (2009)

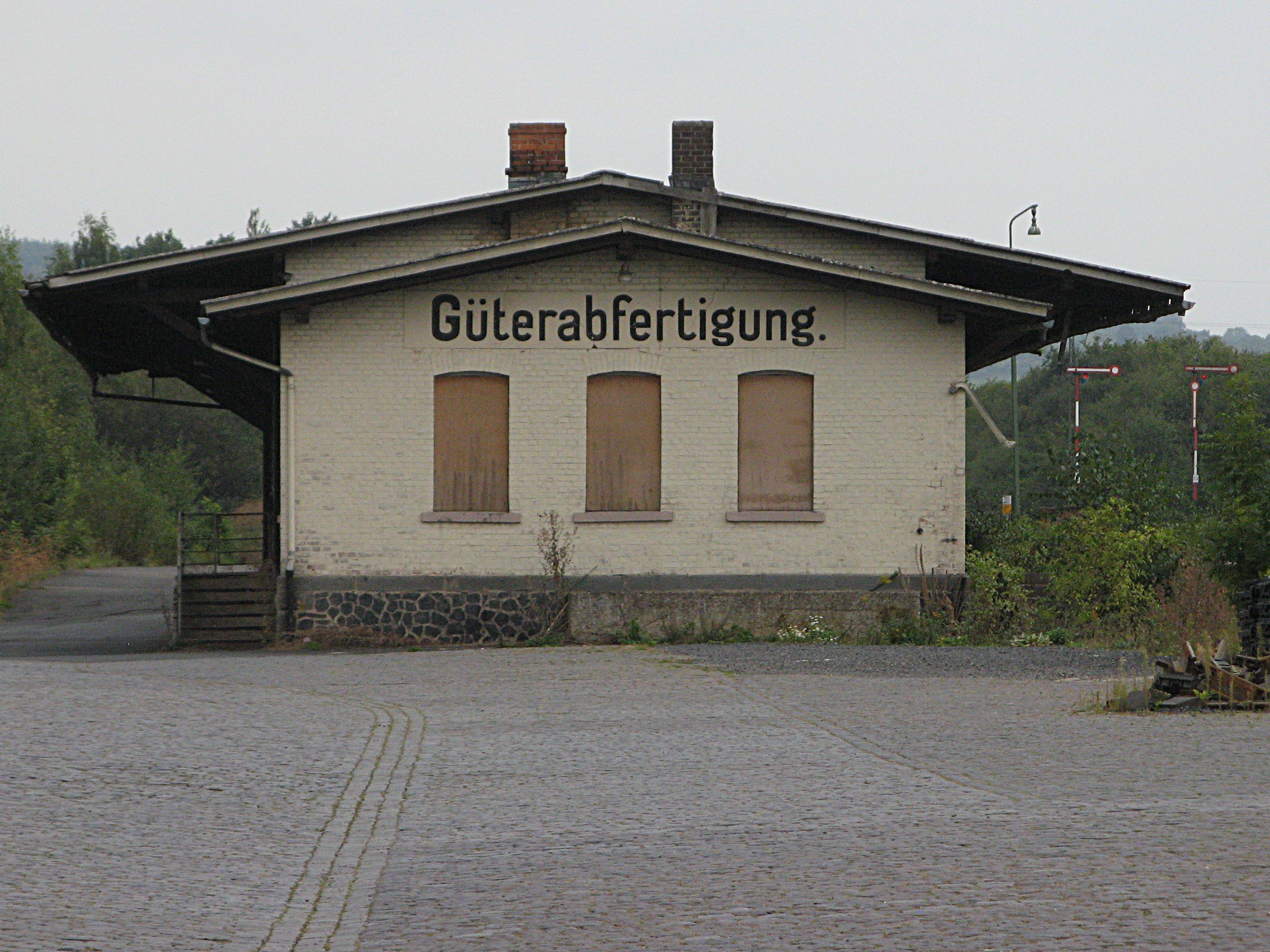
Güterabfertigung in Lauterbach

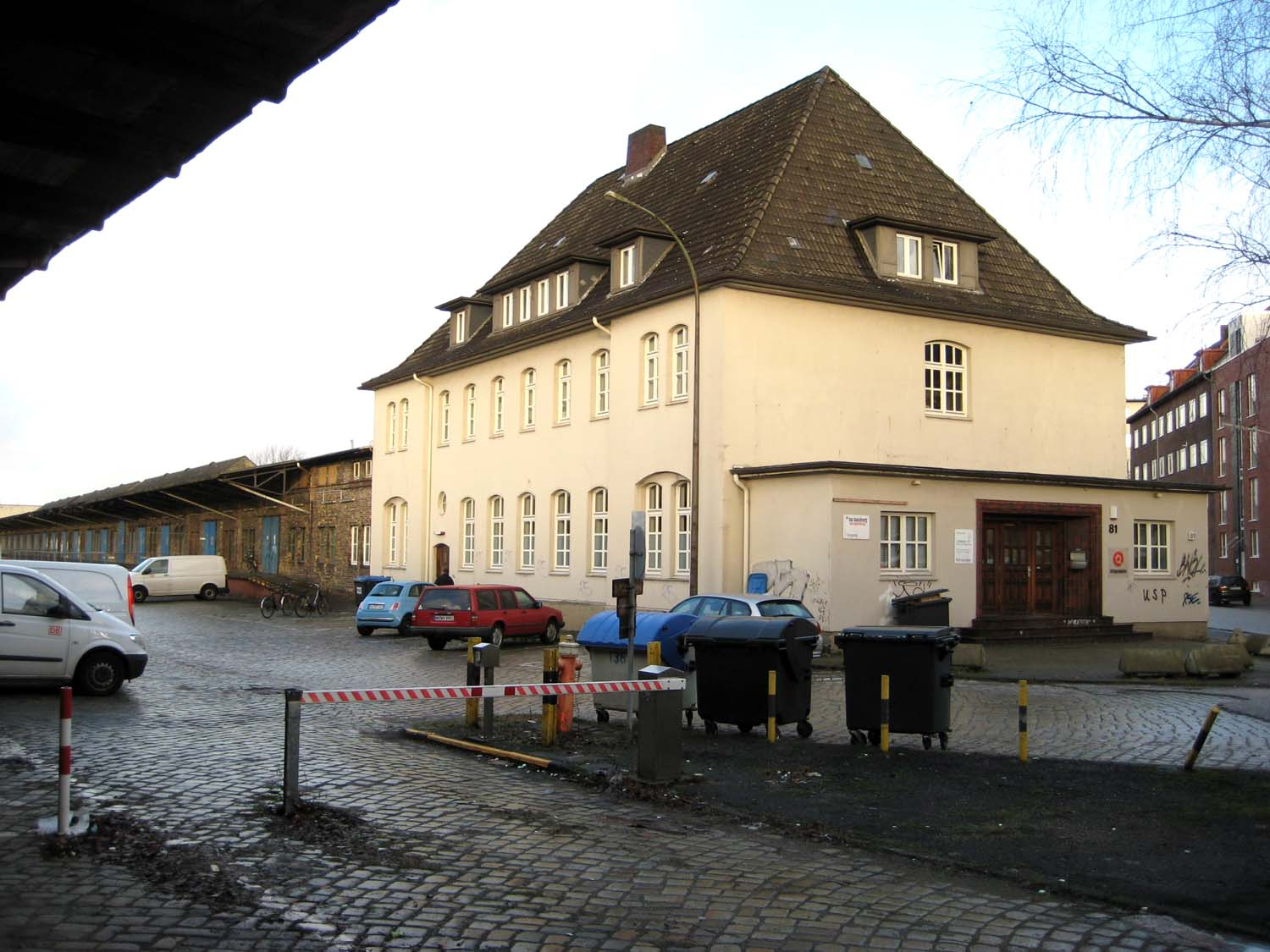
Ehemaliger Güterbahnhof Altona, Dienstgebäude der Güterabfertigung

Die Güterabfertigung ist im Transportwesen die Abfertigung von Frachtgut durch die Frachtführer oder deren Dienstleister.

## Allgemeines
Die Güterabfertigung des Güterverkehrs muss von der Gepäckabfertigung des Reiseverkehrs abgegrenzt werden. Bei letzterer wird das Reisegepäck im Zusammenhang mit der Personenbeförderung abgefertigt. Eine ausschließliche Güterabfertigung gibt es an Bahnhöfen, Flughäfen und Häfen; sie betrifft den Transport von Frachtgut und beginnt mit dessen Übernahme durch den Frachtführer.

## Arten
Je nach Frachtführer unterscheidet man eine Güterabfertigung bei der Eisenbahn, im Luftverkehr und in der Schifffahrt. Die Güterabfertigung für den gesamten Transportweg mit mindestens zwei verschiedenen Transportmitteln heißt durchgehende Abfertigung und ist typisch beim Vor-, Haupt- und Nachlauf im kombinierten Verkehr. Besteht beispielsweise der Hauptlauf aus dem Transport mit dem Güterzug bis zum Bestimmungsbahnhof und der sich anschließende Nachlauf mit einem Spediteur per Lkw bis zum Empfänger, ohne dass es beim Spediteur einer erneuten Abfertigungsprozedur bedarf, liegt eine durchgehende Abfertigung vor.

### Eisenbahn

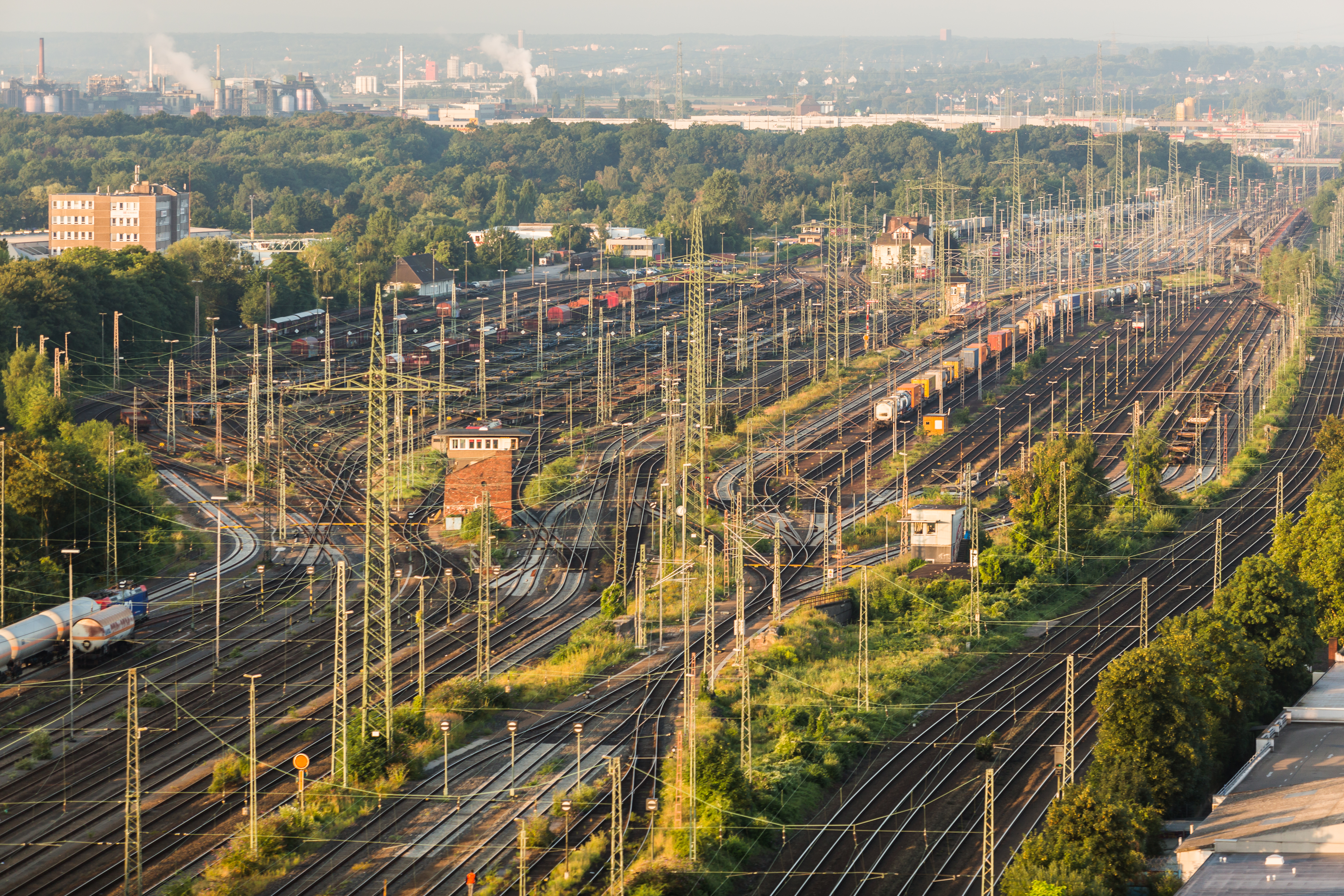
Containerbahnhof Köln-Eifeltor

Die Güterabfertigung ist eine Dienststelle der Eisenbahn, zuständig für die Ausstellung und Abwicklung des Frachtvertrages (Eisenbahnfrachtbrief), für die Annahme vom Absender und Auslieferung des Frachtgutes an den Empfänger einschließlich Verladung, Entladung oder Umladung. Die Güterabfertigung erfolgt an Güter- oder speziellen Containerbahnhöfen, den Transport übernehmen Güterzüge.

### Luftverkehr
Die Gepäckabfertigung ist für die Übernahme des beim Check-in aufgegebenen Reisegepäcks („Passage“) zuständig und gehört zur Passagierluftfahrt. Im Luftfrachtverkehr wird zwischen Luftfracht und Luftpost unterschieden, beide werden zusammenfassend als Luftfracht (englisch cargo) bezeichnet. Aufgaben sind die Ausstellung und Abwicklung des Frachtvertrages (Luftfrachtbrief), die Annahme und Auslieferung des Frachtgutes einschließlich Beladung, Entladung oder Umladung. Der Gütertransport erfolgt durch Frachtflugzeuge.

### Schifffahrt
Zu unterscheiden ist hierbei zwischen Binnen- und Seehäfen. Spezifische Abfertigungsanlagen gibt es in Containerhäfen, wo die Güterabfertigung von Containerschiffen durch Portalkräne erfolgt. Die Aufgaben der Güterabfertigung bestehen auch hier in der Ausstellung und Abwicklung des Frachtvertrages (Ladeschein in der Binnenschifffahrt, Konnossement oder Seefrachtbrief in der Seeschifffahrt), der Annahme vom Absender und Auslieferung des Frachtgutes an den Empfänger einschließlich Beladung, Entladung oder Umladung (siehe Verladung) am Lade- und Löschplatz. Der Gütertransport erfolgt durch Frachtschiffe oder spezielle Containerschiffe.
Für eine Vereinheitlichung der Güterabfertigung in der Seeschifffahrt ist in allen EU-Mitgliedstaaten gesorgt.

## Wirtschaftliche Aspekte
Im heutigen Massengutverkehr spielt die Güterabfertigung eine bedeutsame Rolle in der Distributionslogistik, denn sie ist organisatorisch in bestehende Lieferketten integriert. Die Wartezeiten bei Bediensystemen wie der Güterabfertigung sind daher eine wichtige Einflussgröße für die Schnelligkeit und Zuverlässigkeit der Abfertigung sowie für den Servicelevel in der gesamten Lieferkette. Verspätungen bei der Abfertigung wirken sich unmittelbar auf die Just-in-time-Produktion und den Handel aus, so dass es zu Lieferengpässen und Regallücken kommen kann. Warteschlangen bei der Abfertigung sind ein Indiz für einen Engpass, weil Bediensysteme nicht kurzfristig an eine höhere Kapazitätsauslastung angepasst werden können.